# Melanagromyza wedeliaphoeta
Melanagromyza wedeliaphoeta este o specie de muște din genul Melanagromyza, familia Agromyzidae, descrisă de Martinez în anul 1992.
Este endemică în Guadeloupe. Conform Catalogue of Life specia Melanagromyza wedeliaphoeta nu are subspecii cunoscute.